# Lewon Ter-Petrosyan
Lewon Ter-Petrosyan (in armeno: Լևոն Տեր-Պետրոսյան; Aleppo, 9 gennaio 1945) è un politico e storico armeno.
La sua famiglia emigrò in Armenia dalla Siria nel 1946. Fu eletto Presidente della Repubblica d'Armenia nel 1991 e rieletto nel 1996. Fu costretto a dimettersi il 3 febbraio 1998 a causa delle sue posizioni sulla questione del Nagorno-Karabakh. Gli successe il suo Primo ministro Robert Kocharian con posizioni più nazionaliste.
Si è ripresentato alle elezioni presidenziali del 2008 arrivando secondo dopo Serzh Sargsyan. Nel 2009 ha anche partecipato alle elezioni per il sindaco di Erevan, vinte da Gagik Beglaryan. È stato il fondatore del partito politico Congresso Nazionale Armeno.

## Biografia
Ter-Petrosyan nacque il 9 gennaio 1946 ad Aleppo, in Siria, da una famiglia armena discendente da una lunga stirpe di sacerdoti che vivevano vicino a Musa Dagh nella regione di Hatay (ora situata nel sud della Turchia). La sua famiglia prese parte alla resistenza armata a Musa Dagh durante il genocidio armeno prima di fuggire in Siria. Suo padre, Hakob Ter-Petrosyan, fu prima un membro del partito Hunchakian e in seguito membro del partito comunista siriano.
Aveva tre fratelli, Telman (1936–1997), Petros (1938–2013) e Kamo (nato nel 1948),  così come una sorella minore, Iskuhi (1953–2015).  La sua famiglia emigrò in Armenia sovietica nel 1947, quando lui era ancora un bambino, poco prima della nascita del suo fratello minore, Kamo.
Nel 1969, si è laureato presso il Dipartimento di studi orientali dell'Università statale di Yerevan. Nel 1972, ha completato i suoi studi post-laurea presso l'Università statale di Leningrado. Nel 1987, ha ricevuto il suo dottorato di ricerca dalla stessa università. Dal 1972 al 1979, Ter-Petrosyan ha lavorato come ricercatore junior presso il Manuk Abeghian Literature Institute dell'Accademia armena delle scienze. Dal 1979 al 1984, ha ricoperto l'incarico di segretario scientifico al Matenadaran intitolato a San Mesrob Mashdots.
Dal 1984 ha lavorato presso Matenadaran come ricercatore senior.

## Carriera politica
La sua carriera politica iniziò negli anni '60. Nel febbraio 1988 è stato a capo del Comitato del Karabakh nel Matenadaran. Nel maggio 1988 ha preso parte al Comitato armeno del Movimento Karabakh. Successivamente fu arrestato e rimase agli arresti domiciliari insieme ad altri membri del comitato dal 10 dicembre 1988 al 31 maggio 1989.
Nel 1989, Ter-Petrosyan fu eletto leader del Movimento nazionale armeno e successivamente fu nominato amministratore delegato di questa organizzazione. Il 27 agosto 1989 divenne deputato del Soviet Supremo della Repubblica Sovietica Armena, di cui divenne presidente il 4 agosto 1990.

### Eletto presidente

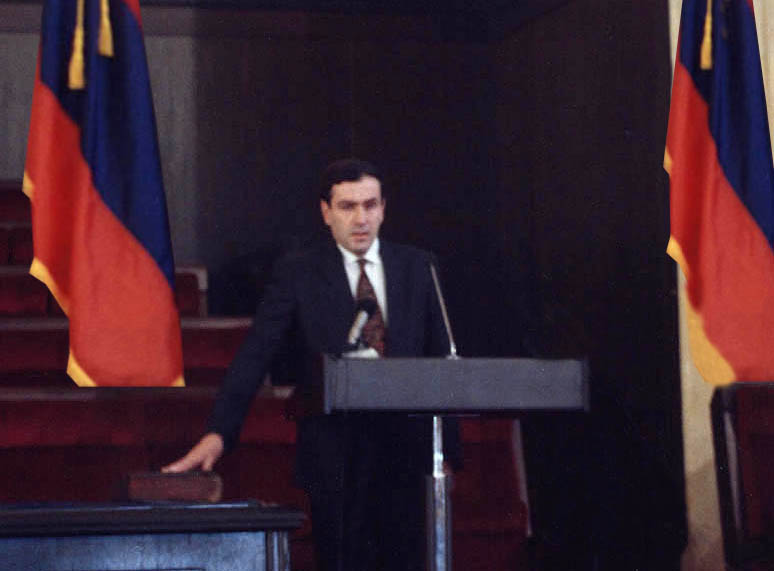
Giuramento di Ter-Petrossian, 11 novembre 1991

Il 16 ottobre 1991 è stato eletto primo presidente della Repubblica armena come candidato del “Movimento nazionale armeno” e il 22 settembre 1996 è stato rieletto. La sua popolarità diminuì nel corso della sua presidenza perché vendette l'elettricità armena alla Georgia per finanziare la guerra contro l'Azerbaigian: di conseguenza, l'Armenia aveva elettricità solo per quattro ore al giorno. La messa al bando del partito di opposizione Federazione Rivoluzionaria Armena (Dashnaktsutiune/ARF) e l'incarcerazione dei suoi leader, nonché la chiusura del più grande quotidiano del paese, hanno contribuito ad ulteriori perdite di popolarità.

### Rinuncia
Nel febbraio 1998 fu costretto a dimettersi perché aveva fatto ulteriori concessioni all'Azerbaigian nella guerra per la regione del Nagorno-Karabakh per risolvere il conflitto. I ministri di Levon Ter-Petrosyan, guidati dal primo ministro e futuro successore presidenziale Robert Kocharyan, hanno respinto un piano di pace proposto dai mediatori internazionali nel settembre 1997 e sostenuto da Levon Ter-Petrosyan e dall'Azerbaigian. Il piano prevedeva una risoluzione del conflitto “per gradi” e avrebbe rinviato la questione dello status della regione, principale punto del conflitto. Inoltre, le truppe armene avrebbero dovuto essere ritirate dal territorio azerbaigiano e il blocco dell’Armenia da parte di Turchia e Azerbaigian avrebbe dovuto essere revocato.

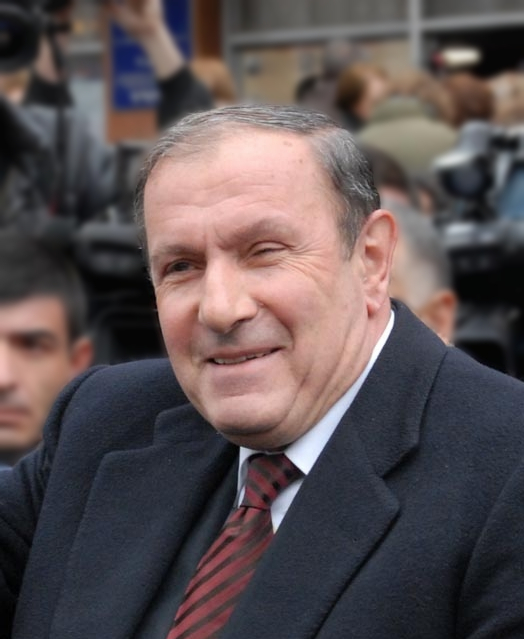
Lewon Ter-Petrosjan nel 2008

Dopo le sue dimissioni nel febbraio 1998, Ter-Petrosyan si era ritirato a vita privata. È tornato alla sua vecchia professione di storico e ha pubblicato un libro sulla storia dell'Armenia nel Medioevo, un argomento che non ha alcuna rilevanza politica attuale.

### Ritorno alla politica
Sorprendentemente, Levon Ter-Petrosyan ha partecipato come candidato alle elezioni presidenziali armene nel febbraio 2008. Alle elezioni fu sostenuto da diversi partiti di opposizione, come il Partito Popolare Socialista d'Armenia guidato da Stepan Demirchian, il Partito Repubblicano Armeno, i Socialdemocratici, il Partito Nuova Era, l'Associazione Azadakrum e il partito nazional-liberale Erbe, che aveva anche un gruppo parlamentare. Le elezioni sono state vinte al primo turno dal primo ministro uscente Serzh Sargsyan. Ter-Petrosyan, al secondo posto, ha ricevuto il 21,5% dei voti e ha accusato la leadership statale di aver truccato le elezioni. A partire dal 20 febbraio ha guidato una serie di proteste per l'annullamento delle elezioni che hanno coinvolto decine di migliaia di suoi sostenitori a Yerevan. Il 1º marzo 2008, una manifestazione di massa è stata dispersa con violenza dalla polizia. Ter-Petrosyan è stato posto di fatto agli arresti domiciliari e non gli è stato permesso di lasciare la sua casa, anche se le autorità hanno successivamente negato le accuse. Poche ore dopo, decine di migliaia di manifestanti si sono radunati in piazza Myasnikyan per protestare contro l'atto del governo. La polizia, sopraffatta dalle dimensioni della folla, si è ritirata. 

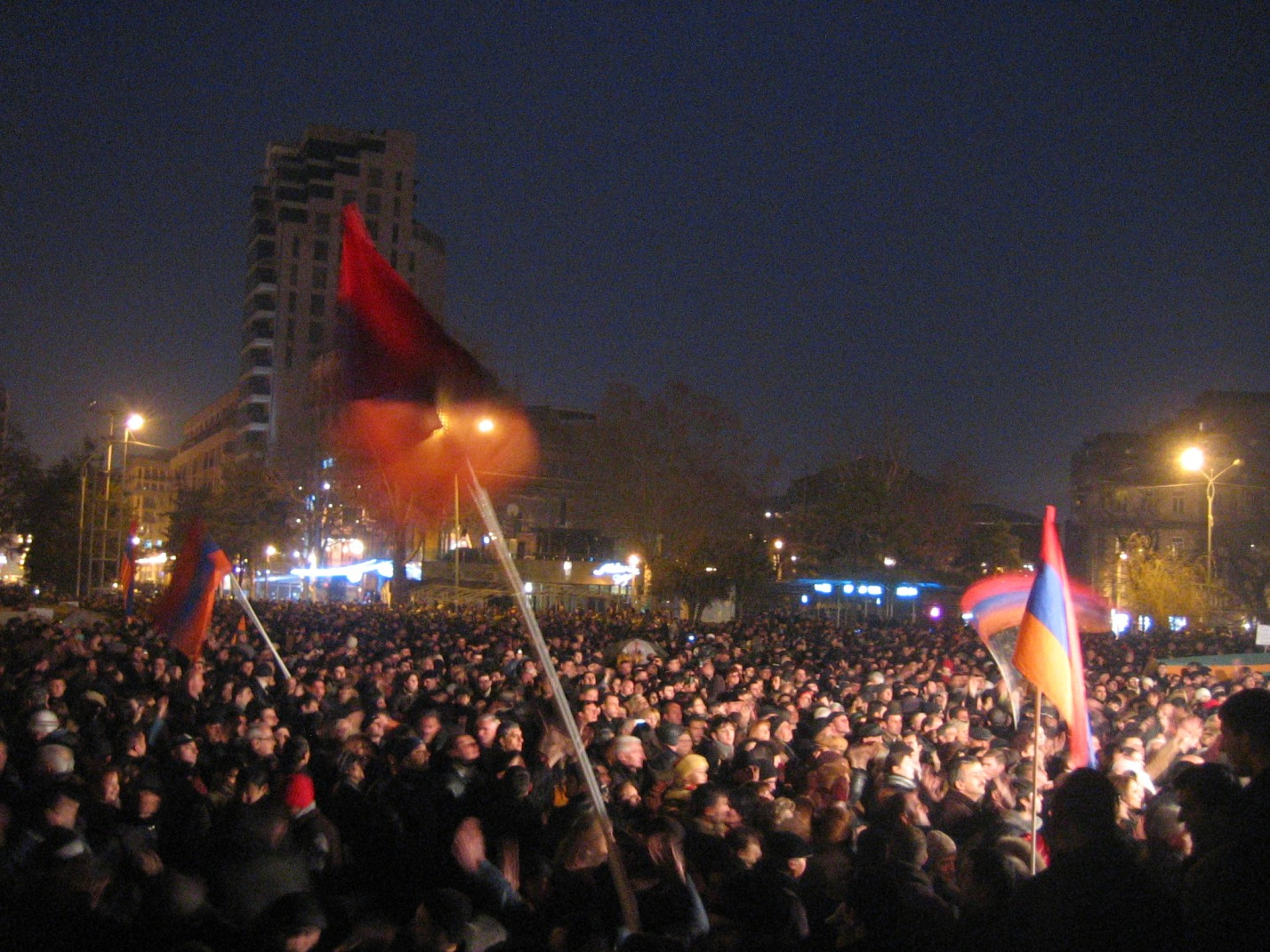
Proteste di massa a Freedom Square, Yerevan

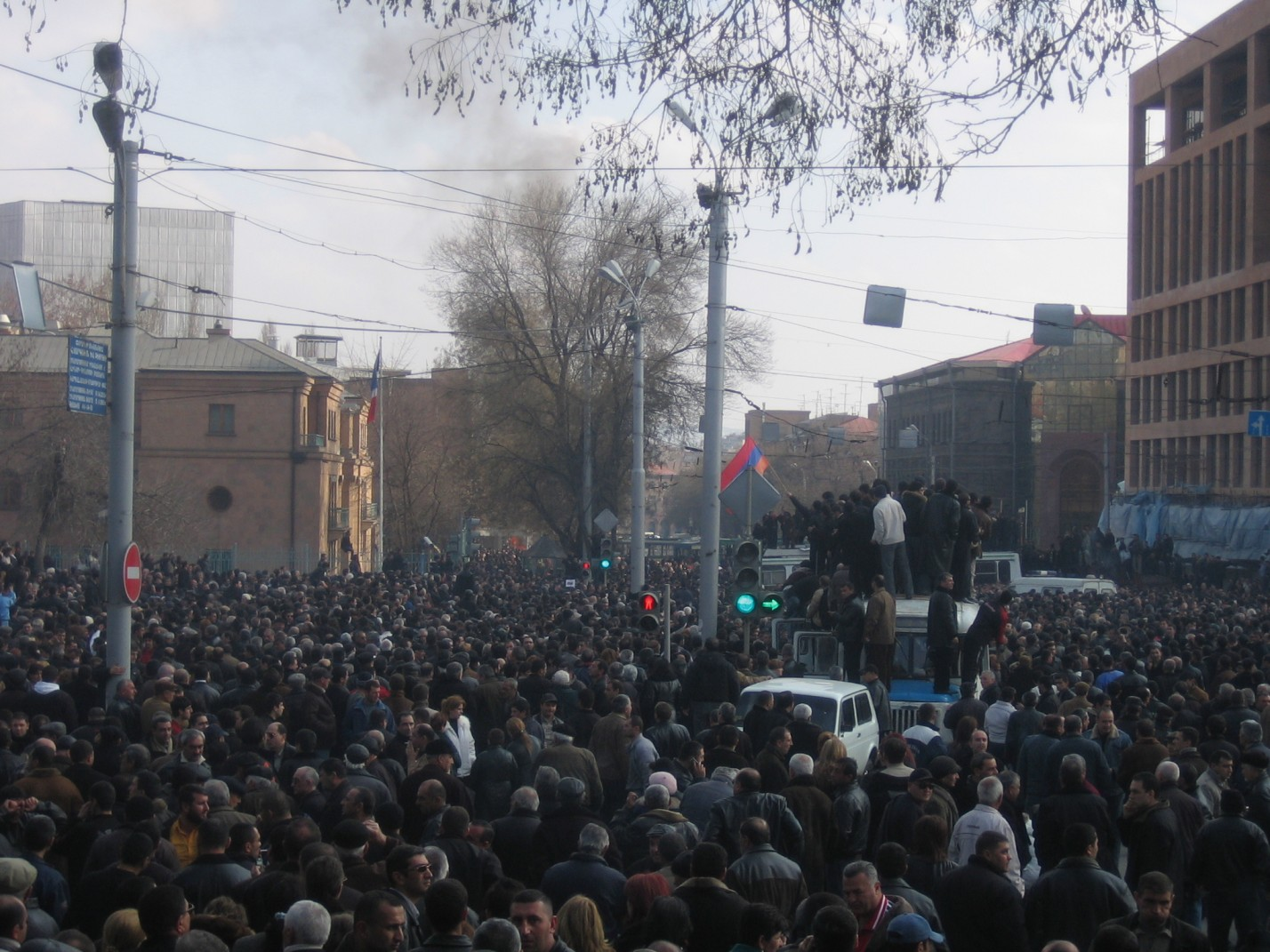
Proteste di massa vicino all'ambasciata francese

Alle 17:00 il presidente Kocharyan ha attuato lo stato di emergenza, consentendo all'esercito di essere spostato nella capitale. Di notte, alcune migliaia di manifestanti si sono barricati usando autobus municipali requisiti. A seguito degli scontri, sono morti otto manifestanti e due poliziotti.  Ter-Petrosyan si rivolse ai suoi sostenitori per telefono intorno alle 2-3 del mattino del 2 marzo, dicendo loro di tornare a casa per evitare ulteriori vittime. Il 5 marzo, Ter-Petrosyan ha presentato ricorso alla Corte costituzionale per far dichiarare non valide le elezioni, ricorso che è stato respinto.
Nel 2011, Ter-Petrosyan ha nuovamente assunto un ruolo di primo piano nelle proteste scoppiate in Armenia come parte di un'ondata di disordini regionali. Come leader del blocco di opposizione del Congresso Nazionale Armeno, formatosi due anni prima dello scoppio delle proteste, Ter-Petrosyan ha accusato il presidente Serzh Sargsyan, eletto nelle contestate elezioni del 2008, di essere "illegittimo" e ha chiesto il rilascio dei prigionieri politici, le dimissioni del governo e un'inchiesta completa sulle violenze che hanno causato la morte di dieci persone il 1º marzo 2008.
Nelle elezioni parlamentari del 2012 in Armenia, il suo partito ha ricevuto il 7% dei voti ed è diventato la terza fazione più forte dietro il Partito Repubblicano al governo (44%) e la forza politica "Armenia in fiore" guidata dall'imprenditore Gagik Tsarukyan (30%). Tuttavia, Ter-Petrosyan ha rinunciato al suo mandato a favore dell'ex primo ministro dell'Armenia Hrant Bagratyan, perché "non sarebbe appropriato per un ex presidente lavorare in parlamento".

### Elezioni presidenziali del 2013
L'ANC ha tenuto la sua convention il 22 dicembre 2012. Ter-Petrosyan ha parlato di gruppi che promuovono divisioni filo-occidentali e filo-russe all'interno della società armena e dei partiti politici definendoli "forze pericolose". Ter-Petrosyan non ha annunciato se si candiderà alla presidenza nel febbraio 2013. Pochi giorni dopo la convention, il 25 dicembre 2012, Ter-Petrosyan ha rilasciato un'intervista a Chorrord Inknishkhanutyun dichiarando infine la sua decisione di non candidarsi. Ha affermato che "dozzine di argomenti sono stati avanzati da coloro che sostengono e si oppongono alla mia nomina, ma l'argomento più importante è stato evitato. Può qualcuno che ha rispetto per il suo popolo competere per un posto presidenziale all'età di 68 anni? Cose del genere di solito non accadono nei paesi democratici sviluppati... Tutto è concentrato nelle mani di un branco di criminali che hanno usurpato il potere".
La dichiarazione ufficiale dell'ANC del 27 dicembre 2012 affermava che non parteciperanno in alcuna forma alle prossime elezioni presidenziali. L'ANC ha dichiarato che la partecipazione alle elezioni è "legittimazione del regime illegale". Le voci sul possibile ritiro di Ter-Petrosyan dalla politica attiva si sono diffuse subito dopo il suo annuncio del 25 dicembre. I giornali armeni hanno sostenuto che Levon Zurabyan, il portavoce dell'ANC, potrebbe diventare il suo successore.
Il 7 febbraio 2013, Ter-Petrosyan ha rilasciato un'altra intervista al quotidiano Chorrord Inknishkhanutyun. Ha riconosciuto che l'ANC non può continuare le sue attività con la stessa struttura. Ammise che l'alleanza aveva "fermenti interni" e chiamò "varie forze politiche e individui non di parte del Congresso a fondersi in un unico partito politico".
Le elezioni presidenziali si sono tenute il 18 febbraio 2013. Votando in un seggio elettorale nel centro di Yerevan, Ter-Petrosyan ha detto ai giornalisti di aver votato per il "bene della Repubblica di Armenia". Secondo i risultati ufficiali, l'uscente Serzh Sargsyan ha vinto con oltre il 58% dei voti. Raffi Hovannisian, il principale candidato dell'opposizione che ha ottenuto il 37% del totale, ha rivendicato la vittoria e ha iniziato proteste di massa il giorno successivo. Il 23 febbraio 2013, Ter-Petrosyan si è rivolto ai presenti al congresso del partito del Movimento Nazionale Pan-Armeno. Ha affermato che Hovannisian ha vinto le elezioni e ha accusato l'uscente Sargsyan di aver truccato le elezioni. Parlando delle proteste post-elettorali di Hovannisian, Ter-Petrosyan ha dichiarato: "Vedo parole, vedo discorsi, ma non c'è azione, nessun piano d'azione".
Il 13 aprile 2013, il Congresso Nazionale Armeno è stato ufficialmente trasformato da un'alleanza di 18 partiti originali in un unico partito, sulla base del Movimento Nazionale Pan-Armeno. Durante il suo discorso alla convention di fondazione, Ter-Petrosyan ha accusato Hovannisian di non avere un programma politico nelle sue proteste. In particolare, Ter-Petrosyan ha detto che "durante l'attuale periodo post-elettorale abbiamo visto tutto tranne che processi politici".

### Elezioni parlamentari anticipate del 2021
Ter-Petrosyan ha guidato la lista elettorale dell'ANC nelle elezioni parlamentari anticipate del giugno 2021. Ha annunciato che non avrebbe assunto il suo mandato parlamentare se l'ANC fosse entrato in parlamento. L'ANC ha ricevuto 19.647 voti alle elezioni del 2021, pari all'1,54% dei voti, al di sotto della soglia del 5% richiesta per entrare in parlamento.

## Guerra del Nagorno-Karabakh (2020)
Durante la guerra del Nagorno-Karabakh del 2020, Ter-Petrosyan ha incontrato gli ex presidenti dell'Armenia Robert Kocharyan e Serzh Sargsyan, nonché gli ex presidenti della Repubblica del Nagorno-Karabakh Arkadi Ghukasyan e Bako Sahakyan per discutere della situazione. Nell'ottobre 2020, Kocharyan e Ter-Petrosyan hanno chiesto al primo ministro Nikol Pashinyan di dare loro il permesso di recarsi a Mosca come negoziatori speciali. Pashinyan ha accettato la loro richiesta di andare a Mosca per incontrare i funzionari russi, ma non come negoziatori ufficiali. La visita non è mai avvenuta poiché Kocharyan è risultato positivo al COVID-19.
Dopo la sconfitta della parte armena nella guerra, la firma dell'accordo di cessate il fuoco del Nagorno-Karabakh del 2020 e lo scoppio delle proteste in Armenia contro il primo ministro Nikol Pashinyan, Ter-Petrosyan ha rilasciato una dichiarazione in cui ha avvertito del rischio di una guerra civile distruttiva e ha chiesto la soluzione della crisi politica solo con mezzi costituzionali. Ha chiesto le dimissioni volontarie del primo ministro e ha accusato lui e il candidato dell'opposizione Vazgen Manukyan di aver portato il paese allo scontro civile attraverso il loro rifiuto di scendere a compromessi.
Il 25 marzo 2021 Ter-Petrosyan ha incontrato nuovamente gli ex presidenti Kocharyan e Sargsyan. Il 5 maggio 2021 Ter-Petrosyan ha dichiarato che il motivo dell'incontro era quello di proporre un'alleanza elettorale tra gli ex presidenti (suoi avversari politici di lunga data) al fine di destituire il primo ministro Pashinyan alle elezioni parlamentari armene del 2021. Ter-Petrosyan ha ripetuto la proposta il 5 maggio, respinta sia da Kocharyan che da Sargsyan.

## Carriera accademica
È autore di oltre 70 tesi scientifiche scritte in lingua armena, inglese e russa, principalmente traduzioni di letteratura armena medievale e studi sulle relazioni culturali armeno-assire. È membro dell'Unione degli scrittori armeni, della Société asiatique e dell'Accademia mechitarista di Venezia, nonché dottore onorario delle università di La Verne, Sofia, Parigi-Sorbona e Strasburgo. Conosce l'armeno, l'assiro, l'arabo, il tedesco, il francese, il russo e altre lingue a rischio di estinzione.

## Vita privata
È sposato con Lyudmila Froimovna Ter-Petrosyan (nata Pleskovskaya), filologa, nata il 20 dicembre 1947 a Leningrado, fondatrice e leader dell'Unione delle donne pan-armene, un'organizzazione non governativa che lavora per proteggere i diritti delle donne e dei bambini. Hanno avuto un figlio, David Levonovich Ter-Petrosyan, economista.

## Opere (selezione)
- 1992 - Antiche traduzioni armene. New York: Krikor e Clara Zohrab Information Center/St. Vartan Press.[32]
- 2005 - Խաչակիրները եւ հայերը: Հ. Ա. Ուսումնասիրություն եւ թարգմանություններ [I crociati e gli armeni: Volume I: Ricerche e traduzioni] (in armeno). Jerevan.[33]
- 2007 -  Խաչակիրները եւ հայերը: Հ. Բ. Պատմա-քաղաքագիտական հետազոտություն [I crociati e gli armeni: Volume II: Analisi storico-politica] (in armeno). Yerevan: Fondazione Calouste Gulbenkian.[34]

## Filmografía
- 2002 - El manuscrito de la independencia (1991-2001)[35]